# Народно собрање Републике Бугарске
Народна скупштина Републике Бугарске (буг. Народно събрание на Република България) је врховни државни орган и носилац законодавне власти у Републици Бугарској. Назива се још и Обична Народна скупштина због постојања Велике народне скупштине.

## Организација
Састоји се из 240 депутата који се бирају на општим тајним изборима на рок од четири године. У случају ванредног или војног стања мандат Народног собрања се продужава до завршетка тог стања.
Предсједник Републике Бугарске има право вета на одлуке Народног собрања и оне могу постати пуноважне само послије потписа предсједника. Међутим, предсједник има право да само три пута поништи такве одлуке. Уколико Народно собрање по четврти пут донесе одлуку о том питању она постаје пуноважна и без потписа предсједника.

## Велико Народно собрање
Велико Народно собрање Републике Бугарске (буг. Велико Народно събрание на Република България) је представнички државни орган у Бугарској који се сазива ради одлучивања о најважнијим државним пословима.
Велико Народно собрање одлучује:
- о усвајању новог устава;
- о промјени државне територије;
- о промјени државног уређења и др.

Велико Народно собрање се састоји из 400 депутата, од којих се 200 бира на цјелокупној територији, а 200 по пропорционалном систему. Одмах се распушта након доношења одлуке ради које је и сазвано.
Предсједник Републике Бугарске нема право вета на одлуке Великог Народног собрања.

## Надлежности
Народно собрање Републике Бугарске:
- бира себи предсједника и замјеника предсједника из свог састава;
- формира сталне и привремене комисије;
- врши надзор над радом Министарског савјета;
- предлаже, усваја, допуњава и мијења законе;
- усваја државни буџет;
- расписује изборе за предсједника Републике;
- расписује државне референдуме;
- бира и разрјешава министра-предсједника и чланове Министарског савјета;
- формира и укида министарства на приједлог министра-предсједника;
- бира и разрјешава руководиоце Бугарске народне банке;
- бира и разрјешава руководиоце државних институција;
- одлучује о објављивању рата и закључивању мира;
- објављује ванредног или ратно стање на приједлог предсједника Републике или Министарског савјета;
- даје амнестије и помиловања;
- додјељује ордене и медаље
- одлучује о националним празницима;
- ратификује међународне уговоре.

Народна скупштина Републике Бугарске врши и друга овлашћења предвиђена Уставом и законом.